# Glee: The Music, The Christmas Album
Glee: The Music, The Christmas Album es la cuarta banda sonora del elenco de la serie de televisión musical estadounidense Glee. El álbum fue lanzado el 9 de noviembre de 2010 y acompaña al episodio de Navidad de la serie «A Very Glee Christmas», emitido 7 de diciembre de 2010. Dante DiLoreto y Brad Falchuk son los productores ejecutivos del álbum. La recepción de la crítica fue mixta, con la mayoría de los profesionales elogiando la versión de «Baby, It's Cold Outside», interpretado por Chris Colfer y la estrella invitada del episodio Darren Criss, así como la voz de Lea Michele y Amber Riley. El álbum debutó en la primera posición de la lista Billboard Soundtracks chart, así como en el número tres en el Billboard 200.

## Antecedentes
«A Very Glee Christmas», es un episodio de Navidad, que se emitió el 7 de diciembre de 2010 en Fox como el último episodio del año. El episodio cuenta con tres canciones del álbum, «We Need a Little Christmas», «Merry Christmas Darling» y «Baby, It's Cold Outside». El sencillo de Wham! «Last Christmas», fue publicado previamente el 24 de noviembre de 2009 exclusivamente a la Tienda iTunes; parte de los fondos fueron para la Fundación Grammy la cual financia programas de educación escolar.

## Lista de canciones
| N.º | Título                          | Escritor(es)                | Artista Original                                                                      | Duración |  |
| 1.  | «We Need a Little Christmas»    | Jerry Herman                | Angela Lansbury in the musical Mame                                                   | 2:44     |  |
| 2.  | «Deck the Rooftop»              | Traditional                 |                                                                                       |          |  |
| 7.  | «God Rest Ye Merry Gentlemen»   | Traditional                 | Traditional                                                                           | 3:09     |  |
| 8.  | «O Christmas Tree»              | Traditional                 | Traditional                                                                           | 2:59     |  |
| 9.  | «Jingle Bells»                  | Traditional                 | James Pierpont                                                                        | 2:55     |  |
| 10. | «You're a Mean One, Mr. Grinch» | Albert Hague and Ted Geisel | Thurl Ravenscroft for the animated television special How the Grinch Stole Christmas! | 3:18     |  |
| 11. | «Angels We Have Heard on High»  | Traditional                 | Traditional                                                                           | 4:23     |  |
| 12. | «O Holy Night»                  | Pineral                     | Mineral                                                                               | 5:01     |  |

## Personal
| Voces principales (Elenco de Glee) - Dianna Agron - Chris Colfer - Kevin McHale - Lea Michele - Cory Monteith - Matthew Morrison - Amber Riley - Mark Salling - Jenna Ushkowitz - Naya Rivera - Jane Lynch - Jayma Mays - Heather Morris Productores ejecutivos - Adam Anders - Peer Åström - Geoff Bywater - Dante DiLoreto | Ingenieros - Dave Bett - PJ Bloom - Tim Davies Productores de la banda sonora - Brad Falchuk - Ryan Murphy | Compositores - Stephen Bray - Madonna - Gardner Cole - Floyd Nathaniel Hills - Tom Kelly - Timbaland - Shep Pettibone - Peter Rafelson - Guy Sigsworth - Billy Steinberg - Justin Timberlake - David Torn | Director de arte y diseño - Michael Lavine - Maria Paula Marulanda Masterización - Dominick Malta - Ryan Peterson |

Fuente: Allmusic.

## Listas musicales de álbumes
| Listas (2010)                   | Posición |
| ------------------------------- | -------- |
| Australian Albums Chart         | 13       |
| Canadian Albums Chart           | 1        |
| Dutch Albums Chart              | 50       |
| Irish Albums Chart              | 13       |
| New Zealand Albums Chart        | 32       |
| UK Albums Chart                 | 37       |
| U.S. Billboard 200              | 3        |
| U.S. Holiday Albums (Billboard) | 2        |
| U.S. Soundtracks (Billboard)    | 1        |

| Predecesor: Hannah Montana Forever de Hannah Montana | US Billboard 200 álbum número uno 4 de diciembre de 2010 - 8 de enero de 2011 | Sucesor: Tron: Legacy de Daft Punk |
| Predecesor: The Gift de Susan Boyle                  | Canadian Albums Chart álbum número uno 25 de diciembre de 2010                | Sucesor: The Gift de Susan Boyle   |

## Lanzamientos
| País            | Fecha de lanzamiento    | Formato(s)           |
| --------------- | ----------------------- | -------------------- |
| Alemania[       | 9 de noviembre de 2010  | CD                   |
| Australia       | 16 de noviembre de 2010 | Descarga digital     |
| Canadá          | 16 de noviembre de 2010 | Descarga digital     |
| México          | 16 de noviembre de 2010 | Descarga digital     |
| Irlanda         | 16 de noviembre de 2010 | Descarga digital     |
| Países Bajos    | 16 de noviembre de 2010 | Descarga digital     |
| Suiza           | 16 de noviembre de 2010 | Descarga digital     |
| Estados Unidos. | 16 de noviembre de 2010 | CD, Descarga digital |
| Australia       | 19 de noviembre de 2010 | CD                   |
| Irlanda         | 19 de noviembre de 2010 | Descarga digital     |
| Dinamarca       | 22 de noviembre de 2010 | Descarga digital     |
| Finlandia       | 22 de noviembre de 2010 | Descarga digital     |
| Nueva Zelanda   | 22 de noviembre de 2010 | Descarga digital     |
| Noruega         | 22 de noviembre de 2010 | Descarga digital     |
| Portugal        | 22 de noviembre de 2010 | Descarga digital     |
| España          | 23 de noviembre de 2010 | Descarga digital     |
| Reino Unido[    | 29 de noviembre de 2010 | CD, Descarga digital |
| Polonia         | 6 de diciembre de 2010  | CD                   |